# باتريك غافني
باتريك غافني (بالإنجليزية: Patrick Gaffney)‏ هو كاتب ومترجم ومدرس بريطاني، ولد في 6 فبراير 1949.